# 3 mimo: Příběhy z Arkádie
3 mimo: Příběhy z Arkádie (v anglickém originále 3Below: Tales of Arcadia nebo zkráceně též 3Below) je americký počítačem animovaný sci-fi televizní seriál vytvořený pro Netflix od Guillerma del Toro, produkovaný společnostmi DreamWorks Animation a Double Dare You Productions a druhý díl trilogie Příběhů z Arkádie.
Seriál byl oznámen 12. prosince 2017 Netflixem a studiem DreamWorks. 5. října 2018 byl zveřejněn první teaser a byl oznámen datum premiéry. První 13-dílná řada měla premiéru 21. prosince 2018. Seriál skončil druhou řadou 12. července 2019. Třetí a finální část trilogie Příběhů z Arkádie nazvaná Kouzelníci bude mít premiéru 7. srpna 2020.

## Pozemek
Dva královské mimozemských sourozenců, Princezna Aja a Princ Krel Domu Tarron, jejich psí mazlíček jménem Luug, a jejich bodyguard, Varvatos Vex, uniknout z jejich domovské planety Akiridion-5 a crash-přistání na Zemi, konkrétně ve městě Arcadia Oaks, Kalifornie. Tam, cizinci přizpůsobit lidské kultuře, a pokusit se opravit jejich kosmické lodi (stejně jako k obnovení jejich téměř mrtvé rodiče Král Fialkov a Královna Coranda) vrátit a vzít zpět Akiridion-5, který je převzal zlý diktátor známý jako Obecné Val Morando, kteří již vyslali tým mezigalaktického lovce odměn, se nazývá Zeron Bratrství, najít a chytit princ a princezna.[6] Po prozkoumání způsob, jak zastavit Val Morando a najít místo, kde se ukrývá Aja a Krel, Tříska, jeden z ušlechtilého ochránce královské rodiny z Akiridion-5, dorazí na Zemi. Mezitím, poté, co se dozvěděl o jeho zapojení do morandova převratu, Aja a Krel se rozhodnou vyhnat Vexe. Během svého vyhnanství je Vex zajat Bratrstvem Zeronu a uvězněn na základně lovců odměn, která se nachází na Měsíci země. V sezóně 2 se Aja a Krel dozví o jeho zajetí a zahájí záchrannou misi. Brzy po záchraně však gang zjistí, že Morando míří na Zemi. Poté, co ho úspěšně porazil, Aja, Vex, Zadra, Luug a zbytek se konečně vrátí domů, připojil se Eli, který se dobrovolně přihlásil jako velvyslanec země na Akiridion-5. Krel se rozhodne, že země se stala jeho domovem, a rozhodne se zůstat se svými novými lidskými přáteli.

## Obsazení
| Tatiana Maslany  | Aja Tarronová královna Coranda Tarronová                 |
| Diego Luna       | Krel Tarron                                              |
| Nick Offerman    | Varvatos Vex                                             |
| Glenn Close      | Mateřská loď                                             |
| Frank Welker     | Luug                                                     |
| Alon Aboutboul   | generál Val Morando                                      |
| Uzo Aduba        | plukovník Kubritzová                                     |
| Oscar Nuñez      | seržant Costas                                           |
| Andy Garcia      | král Fialkov Tarron                                      |
| Tom Kenny        | RK-Y Blank / Dadblank / Ricky Blank                      |
| Cheryl Hines     | LU-C Blank / Momblank / Lucy Blank                       |
| Nick Frost       | Stuart                                                   |
| Darin De Paul    | Zeron Alpha                                              |
| Ann Dowd         | Zeron Omega                                              |
| Hayley Atwell    | Zadra                                                    |
| Jennifer Hale    | Izita                                                    |
| Chris Obi        | Loth Saborian                                            |
| Danny Trejo      | Tronos Madu                                              |
| Cole Sand        | Elijah Leslie "Eli" Pepperjack                           |
| Steven Yeun      | Steven Q. "Steve" Palchuk                                |
| J. B. Smoove     | Phil                                                     |
| Tom Wilson       | trenér Lawrence                                          |
| Charlie Saxton   | Tobias “Toby” Domzalski                                  |
| Fred Tatasciore  | Aarghaumont "AAARRRGGHH!!!" Señor Karl Uhl Neb Magmatron |
| Matthew Waterson | pan Johnson                                              |
| Emile Hirsch     | James "Jim" Lake Jr.                                     |
| Lexi Medrano     | Claire Maria Nuñezová                                    |
| Kelsey Grammer   | Blinkous "Blinky" Galadrigal                             |
| Jonathan Hyde    | Waltolomew "Walter Strickler" Stricklander               |
| Alfred Molina    | Archie                                                   |
| Yara Shahidi     | Darci Scottová                                           |

Postavy Aja a Krel se objevili také v epizodách "In Good Hands" a "The Eternal Knight Pt. 1" seriálu Lovci trolů.

## Řady a díly
| Řada | Díly | Premiéra na Netflixu |
| ---- | ---- | -------------------- |
| 1    | 13   | 21. prosince 2018    |
| 2    | 13   | 12. července 2019    |

## Nominace a ocenění
| Rok  | Cena                | Kategorie                                                                          | Nominovaní                                                                                                   | Výsledek  |
| ---- | ------------------- | ---------------------------------------------------------------------------------- | --- | --------- |
| 2019 | Cena Annie          | Vynikající výkon v režii v animované televizní / rozhlasové produkci               | Guillermo del Toro a Rodrigo Blaas, „Terra Incognita, Part 1“                                                | nominace  |
| 2019 | Cena Annie          | Vynikající výkon v editaci v animované televizní / rozhlasové produkci             | John Laus a Graham Fisher, „Terra Incognita, Part 1“                                                         | nominace  |
| 2019 | Daytime Emmy Awards | Vynikající design úvodní znělky pro animovaný pořad                                | Rodrigo Blaas, Michael Smukavic, Alfonso Blaas, Brandon Tyra, Greg Lev, Igor Lodeiro a John Laus             | nominace  |
| 2019 | Daytime Emmy Awards | Vynikající mixáž zvuku pro animovaný pořad                                         | Carlos Sanches a Aran Tanchum                                                                                | vítězství |
| 2019 | Daytime Emmy Awards | Vynikající úpravy zvuku pro animovaný pořad                                        | Otis Van Osten, James Miller, Jason Olivera Vincent Guisetti                                                 | nominace  |
| 2020 | Annie Awards        | Vynikající úspěch pro animované efekty v animované televizní / rozhlasové produkci | Greg Lev, Igor Lodeiro, Chen Ling a Brandon Tyra                                                             | nominace  |
| 2020 | Annie Awards        | Nejlepší animovaná televizní / rozhlasová produkce pro děti                        | Guillermo del Toro, Rodrigo Blaas, Chad Hammes a Marc Guggenheim                                             | nominace  |
| 2020 | Daytime Emmy Awards | Vynikající úpravy zvuku pro animovaný pořad                                        | Otis Van Osten, Jason Oliver, Carlos Sanchez, Tommy Sarioglou, Aran Tanchum, Vincent Guisetti a James Miller | nominace  |